# لیگ برتر فوتبال ایران ۹۰–۱۳۸۹
لیگ برتر فوتبال ایران ۹۰–۱۳۸۹ دهمین دوره جام خلیج فارس و بیست و نهمین دوره لیگ فوتبال ایران که توسط فدراسیون فوتبال ایران برگزار شد.
تیم سپاهان اصفهان برای دومین بار پیاپی برای سومین بار قهرمان این دوره از رقابت‌ها شد و به مسابقات لیگ قهرمانان آسیا ۲۰۱۲ راه پیدا کرد و تیم ذوب‌آهن اصفهان مقام نایب قهرمانی و تیم استقلال تهران مقام سومی لیگ برتر را به‌دست‌آوردند و به لیگ قهرمانان آسیا راه یافتند.

## تقویم مسابقات
در تاریخ ۲۳ تیر مراسم قرعه کشی مسابقات برگزار شد و بر اساس آن لیگ نهم از ۴ مرداد آغاز شد و در تاریخ ۳۰ اردیبهشت به پایان می‌رسد.

## نحوه حضور
- تیم‌های اول تا پانزدهم لیگ برتر به‌طور مستقیم.
- تیم‌های اول گروهای دوگانه لیگ دسته اول به‌طور مستقیم.
- برنده بازی حذفی بین تیمهای دوم گروهای دوگانه لیگ دسته اول.

مجموع تیم‌ها ۱۸تا

## تیم‌ها بر پایه استان
| استان          | تعداد تیم‌ها | تیم‌ها                                                              |
| -------------- | ----------- | ------------------------------------------------------------------ |
| تهران          | ۷           | استقلال ، پرسپولیس ، سایپا ، راه‌آهن ، پیکان ، استیل آذین نفت تهران |
| خوزستان        | ۲           | فولاد خوزستان ، صنعت نفت آبادان                                    |
| اصفهان         | ۲           | سپاهان ، ذوب‌آهن                                                    |
| آذربایجان شرقی | ۲           | تراکتورسازی ، شهرداری تبریز                                        |
| گیلان          | ۱           | ملوان                                                              |
| کرمان          | ۱           | مس                                                                 |
| قم             | ۱           | صبا قم                                                             |
| همدان          | ۱           | پاس همدان                                                          |
| بوشهر          | ۱           | شاهین بوشهر                                                        |

## باشگاه‌های حاضر
| باشگاه        | شهر    | ورزشگاه           | گنجایش  | سرمربی            | کاپیتان            | فصل قبل             |
| نفت تهران     | تهران  | تختی              | ۳۵٬۰۰۰  | حسین فرکی         | داریوش میکاییلی    | صعود از لیگ آزادگان |
| شهرداری تبریز | تبریز  | یادگار امام تبریز | ۷۵٬۰۰۰  | حمید درخشان       | میثم بائو          | صعود از لیگ آزادگان |
| استقلال       | تهران  | آزادی             | ۱۰۰٬۰۰۰ | پرویز مظلومی      | فرهاد مجیدی        | سوم                 |
| استیل آذین    | تهران  | شهید دستگردی      | ۸٬۲۵۰   | محمود یاوری       | مهدی مهدوی کیا     | پنجم                |
| پاس همدان     | همدان  | شهید مفتح         | ۵٬۰۰۰   | علی‌اصغر مدیرروستا | سامان صفا          | پانزدهم             |
| پرسپولیس      | تهران  | آزادی             | ۱۰۰٬۰۰۰ | علی دایی          | کریم باقری         | چهارم               |
| پیکان         | قزوین  | رجایی             | ۵٬۰۰۰   | حمید علیدوستی     | رحمان رضایی        | یازدهم              |
| تراکتورسازی   | تبریز  | یادگار امام       | ۷۵٬۰۰۰  | فراز کمالوند      | محمد نصرتی         | هفتم                |
| ذوب آهن       | اصفهان | فولادشهر          | ۱۵٬۰۰۰  | منصور ابراهیم‌زاده | محمد صلصالی        | نایب قهرمان         |
| راه آهن       | شهر ری | راه آهن           | ۱۵٬۰۰۰  | رسول کربکندی      | ابراهیم کریمی      | شانزدهم             |
| سایپا         | کرج    | انقلاب کرج        | ۱۵٬۰۰۰  | محمد مایلی‌کهن     | ابراهیم صادقی      | هشتم                |
| سپاهان        | اصفهان | فولادشهر          | ۱۵٬۰۰۰  | امیر قلعه نویی    | محرم نویدکیا       | قهرمان              |
| شاهین بوشهر   | بوشهر  | شهید بهشتی        | ۱۵٬۰۰۰  | حمید استیلی       | ستار زارع          | سیزدهم              |
| صبا قم        | قم     | یادگار امام       | ۱۵٬۰۰۰  | عبدالله ویسی      | سهراب بختیاری زاده | ششم                 |
| فولاد خوزستان | اهواز  | تختی اهواز        | ۱۵٬۰۰۰  | مجید جلالی        | سعید رمضانی        | دهم                 |
| مس کرمان      | کرمان  | شهید باهنر        | ۱۵٬۰۰۰  | صمد مرفاوی        | فرزاد حسین خانی    | نهم                 |
| نفت آبادان    | آبادان | تختی              | ۲۰٬۰۰۰  | غلام پیروانی      | حسن هوری           | صعود به پلی آف      |
| ملوان         | انزلی  | تختی انزلی        | ۲۰٬۰۰۰  | فرهاد پورغلامی    | پژمان نوری         | دوازدهم             |

## تغییرات مربی‌ها
| تیم           | مربی برکنار شده   | مربی جایگزین      |
| ------------- | ----------------- | ----------------- |
| راه آهن       | رسول کربکندی      | مهدی تارتار       |
| پیکان قزوین   | محمد احمدزاده     | حمید علیدوستی     |
| استیل آذین    | لوبیسا تومباکوویچ | افشین پیروانی     |
| شهرداری تبریز | اکبر میثاقیان     | حمید درخشان       |
| صبای قم       | محمود یاوری       | عبدالله ویسی      |
| استیل آذین    | افشین پیروانی     | محمد خاکپور       |
| پاس همدان     | علی‌اصغر مدیرروستا | محمود یاوری       |
| نفت آبادان    | آلفردو کاسیمیرو   | غلامحسین پیروانی  |
| استیل آذین    | محمد خاکپور       | علی پروین         |
| پاس همدان     | محمود یاوری       | علی‌اصغر مدیرروستا |
| استیل آذین    | علی پروین         | محمود یاوری       |
| شاهین بوشهر   | حمید استیلی       | اکبر میثاقیان     |
| پیکان تهران   | حمید علیدوستی     | محمدحسین ضیایی    |

در این فصل باشگاه استیل آذین به دلیل عدم کسب نتایج مناسب، با تغییرات پیاپی در کادر فنی مواجه شد که در طول فصل ۵ سرمربی روی نیمکت این تیم نشستند.

## جدول رده‌بندی فصل
| رتبه | تیم           | بازی | برد | مساوی | باخت | گل زده | گل خورده | گل تفاضل | امتیاز | صعود یا سقوط                               |
| ---- | ------------- | ---- | --- | ----- | ---- | ------ | -------- | -------- | ------ | ------------------------------------------ |
| ۱    | سپاهان        | ۳۴   | ۱۸  | ۱۲    | ۴    | ۵۶     | ۲۹       | ۲۷+      | ۶۶     | صعود به مرحله گروهی لیگ قهرمانان آسیا ۲۰۱۲ |
| ۲    | استقلال       | ۳۴   | ۱۸  | ۱۱    | ۵    | ۵۵     | ۳۴       | ۲۱+      | ۶۵     | صعود به مرحله گروهی لیگ قهرمانان آسیا ۲۰۱۲ |
| ۳    | ذوب‌آهن        | ۳۴   | ۱۸  | ۹     | ۷    | ۴۹     | ۳۱       | ۱۸+      | ۶۳     | صعود به مرحله گروهی لیگ قهرمانان آسیا ۲۰۱۲ |
| ۴    | پرسپولیس      | ۳۴   | ۱۷  | ۷     | ۱۰   | ۵۰     | ۳۶       | ۱۴+      | ۵۸     | صعود به مرحله گروهی لیگ قهرمانان آسیا ۲۰۱۲ |
| ۵    | تراکتورسازی   | ۳۴   | ۱۵  | ۱۲    | ۷    | ۴۲     | ۲۹       | ۱۳+      | ۵۷     |                                            |
| ۶    | فولاد         | ۳۴   | ۱۴  | ۱۲    | ۸    | ۵۸     | ۳۶       | ۲۲+      | ۵۴     |                                            |
| ۷    | مس کرمان      | ۳۴   | ۱۳  | ۱۳    | ۸    | ۴۱     | ۳۰       | ۱۱+      | ۵۲     |                                            |
| ۸    | ملوان         | ۳۴   | ۱۳  | ۹     | ۱۲   | ۳۳     | ۳۲       | ۱+       | ۴۸     |                                            |
| ۹    | صنعت نفت      | ۳۴   | ۱۳  | ۳     | ۱۸   | ۳۶     | ۵۴       | ۱۸−      | ۴۲     |                                            |
| ۱۰   | صبای قم       | ۳۴   | ۹   | ۱۴    | ۱۱   | ۳۹     | ۴۰       | ۱−       | ۴۱     |                                            |
| ۱۱   | سایپا         | ۳۴   | ۸   | ۱۳    | ۱۳   | ۴۲     | ۴۷       | ۵−       | ۳۷     |                                            |
| ۱۲   | شهرداری تبریز | ۳۴   | ۸   | ۱۳    | ۱۳   | ۴۵     | ۵۳       | ۸−       | ۳۷     |                                            |
| ۱۳   | نفت تهران     | ۳۴   | ۷   | ۱۵    | ۱۲   | ۳۸     | ۴۴       | ۶−       | ۳۶     |                                            |
| ۱۴   | شاهین بوشهر   | ۳۴   | ۸   | ۱۱    | ۱۵   | ۳۱     | ۳۷       | ۶−       | ۳۵     |                                            |
| ۱۵   | راه آهن       | ۳۴   | ۸   | ۱۱    | ۱۵   | ۲۹     | ۳۹       | ۱۰−      | ۳۵     |                                            |
| ۱۶   | پاس           | ۳۴   | ۸   | ۱۱    | ۱۵   | ۳۰     | ۴۸       | ۱۸−      | ۳۵     | سقوط به لیگ آزادگان ۹۱–۱۳۹۰                |
| ۱۷   | پیکان         | ۳۴   | ۹   | ۶     | ۱۹   | ۳۸     | ۶۰       | ۲۲−      | ۳۳     | سقوط به لیگ آزادگان ۹۱–۱۳۹۰                |
| ۱۸   | استیل آذین    | ۳۴   | ۶   | ۱۰    | ۱۸   | ۳۰     | ۶۳       | ۳۳−      | ۲۸     | سقوط به لیگ آزادگان ۹۱–۱۳۹۰                |

## جایگاه در هفته
| تیم / دوره    | ۰۱ | ۰۲ | ۰۳ | ۰۴ | ۰۵ | ۰۶ | ۰۷ | ۰۸ | ۰۹ | ۱۰ | ۱۱ | ۱۲ | ۱۳ | ۱۴ | ۱۵ | ۱۶ | ۱۷ | ۱۸ | ۱۹ | ۲۰ | ۲۱ | ۲۲ | ۲۳ | ۲۴ | ۲۵ | ۲۶ | ۲۷ | ۲۸ | ۲۹ | ۳۰ | ۳۱ | ۳۲ | ۳۳ | ۳۴ |
| ------------- | -- | -- | -- | -- | -- | -- | -- | -- | -- | -- | -- | -- | -- | -- | -- | -- | -- | -- | -- | -- | -- | -- | -- | -- | -- | -- | -- | -- | -- | -- | -- | -- | -- | -- |
| سپاهان        | ۱۱ | ۱۴ | ۱۳ | ۹  | ۱۰ | ۸  | ۱۰ | ۶  | ۷  | ۴  | ۳  | ۴  | ۴  | ۳  | ۵  | ۴  | ۳  | ۳  | ۳  | ۲  | ۳  | ۳  | ۳  | ۳  | ۲  | ۲  | ۱  | ۱  | ۱  | ۱  | ۱  | ۱  | ۱  | ۱  |
| استقلال       | ۱  | ۶  | ۹  | ۱۰ | ۶  | ۶  | ۳  | ۳  | ۳  | ۳  | ۲  | ۲  | ۲  | ۴  | ۳  | ۲  | ۲  | ۲  | ۲  | ۵  | ۲  | ۲  | ۲  | ۲  | ۳  | ۳  | ۳  | ۳  | ۳  | ۳  | ۲  | ۲  | ۲  | ۲  |
| ذوب‌آهن        | ۳  | ۲  | ۳  | ۱  | ۱  | ۲  | ۱  | ۱  | ۱  | ۱  | ۱  | ۱  | ۱  | ۱  | ۱  | ۱  | ۱  | ۱  | ۱  | ۱  | ۱  | ۱  | ۱  | ۱  | ۱  | ۱  | ۲  | ۲  | ۲  | ۲  | ۳  | ۳  | ۳  | ۳  |
| پرسپولیس      | ۴  | ۷  | ۴  | ۳  | ۲  | ۱  | ۲  | ۲  | ۲  | ۲  | ۴  | ۳  | ۳  | ۲  | ۲  | ۵  | ۵  | ۷  | ۷  | ۶  | ۶  | ۶  | ۶  | ۵  | ۴  | ۵  | ۵  | ۵  | ۵  | ۵  | ۵  | ۴  | ۴  | ۴  |
| تراکتور       | ۱۸ | ۵  | ۸  | ۱۲ | ۱۳ | ۱۰ | ۵  | ۸  | ۹  | ۶  | ۷  | ۷  | ۸  | ۷  | ۷  | ۷  | ۶  | ۵  | ۵  | ۴  | ۴  | ۴  | ۴  | ۴  | ۵  | ۴  | ۴  | ۴  | ۴  | ۴  | ۴  | ۵  | ۵  | ۵  |
| فولاد         | ۱۵ | ۸  | ۱۰ | ۷  | ۸  | ۹  | ۸  | ۱۰ | ۵  | ۹  | ۱۰ | ۱۱ | ۷  | ۱۰ | ۱۰ | ۱۰ | ۸  | ۸  | ۸  | ۸  | ۷  | ۷  | ۷  | ۷  | ۷  | ۶  | ۶  | ۷  | ۶  | ۷  | ۶  | ۶  | ۶  | ۶  |
| مس کرمان      | ۱۶ | ۱۶ | ۱۷ | ۱۴ | ۱۵ | ۱۱ | ۱۲ | ۱۲ | ۱۳ | ۱۰ | ۵  | ۶  | ۵  | ۵  | ۴  | ۳  | ۴  | ۴  | ۴  | ۳  | ۵  | ۵  | ۵  | ۶  | ۶  | ۷  | ۷  | ۸  | ۷  | ۸  | ۷  | ۷  | ۷  | ۷  |
| ملوان         | ۸  | ۱۳ | ۷  | ۸  | ۹  | ۱۳ | ۱۱ | ۱۴ | ۱۲ | ۷  | ۹  | ۱۰ | ۱۱ | ۹  | ۸  | ۹  | ۱۱ | ۱۱ | ۱۰ | ۱۱ | ۱۰ | ۱۰ | ۹  | ۱۰ | ۹  | ۸  | ۸  | ۶  | ۸  | ۶  | ۸  | ۸  | ۸  | ۸  |
| صنعت نفت      | ۲  | ۳  | ۱  | ۲  | ۵  | ۳  | ۴  | ۴  | ۶  | ۵  | ۶  | ۵  | ۶  | ۶  | ۶  | ۶  | ۷  | ۶  | ۶  | ۷  | ۹  | ۹  | ۱۰ | ۹  | ۱۰ | ۹  | ۹  | ۹  | ۹  | ۹  | ۹  | ۹  | ۹  | ۹  |
| صبای قم       | ۱۷ | ۹  | ۱۱ | ۶  | ۷  | ۵  | ۷  | ۵  | ۸  | ۱۱ | ۱۱ | ۸  | ۹  | ۱۱ | ۱۱ | ۱۱ | ۹  | ۹  | ۹  | ۹  | ۸  | ۸  | ۸  | ۸  | ۸  | ۱۰ | ۱۰ | ۱۰ | ۱۰ | ۱۰ | ۱۰ | ۱۰ | ۱۰ | ۱۰ |
| سایپا         | ۶  | ۱۱ | ۱۴ | ۱۵ | ۱۲ | ۱۴ | ۱۶ | ۱۱ | ۱۴ | ۱۵ | ۱۳ | ۱۳ | ۱۳ | ۱۳ | ۱۴ | ۱۴ | ۱۶ | ۱۵ | ۱۲ | ۱۴ | ۱۳ | ۱۲ | ۱۲ | ۱۱ | ۱۱ | ۱۱ | ۱۱ | ۱۱ | ۱۳ | ۱۳ | ۱۵ | ۱۵ | ۱۴ | ۱۱ |
| شهرداری تبریز | ۱۲ | ۱۸ | ۱۵ | ۱۷ | ۱۶ | ۱۶ | ۱۷ | ۱۸ | ۱۸ | ۱۷ | ۱۷ | ۱۷ | ۱۷ | ۱۷ | ۱۷ | ۱۵ | ۱۷ | ۱۶ | ۱۴ | ۱۷ | ۱۴ | ۱۳ | ۱۳ | ۱۶ | ۱۶ | ۱۵ | ۱۵ | ۱۴ | ۱۲ | ۱۴ | ۱۴ | ۱۴ | ۱۱ | ۱۲ |
| نفت تهران     | ۹  | ۴  | ۶  | ۱۱ | ۱۱ | ۱۲ | ۱۴ | ۹  | ۱۱ | ۱۲ | ۱۴ | ۱۵ | ۱۴ | ۱۵ | ۱۲ | ۱۳ | ۱۲ | ۱۲ | ۱۶ | ۱۵ | ۱۷ | ۱۵ | ۱۵ | ۱۵ | ۱۳ | ۱۴ | ۱۳ | ۱۳ | ۱۱ | ۱۱ | ۱۳ | ۱۶ | ۱۶ | ۱۳ |
| شاهین         | ۱۴ | ۱۰ | ۱۲ | ۱۳ | ۱۴ | ۱۵ | ۱۳ | ۱۵ | ۱۵ | ۱۶ | ۱۵ | ۱۴ | ۱۵ | ۱۴ | ۱۵ | ۱۶ | ۱۵ | ۱۸ | ۱۵ | ۱۲ | ۱۲ | ۱۴ | ۱۴ | ۱۴ | ۱۴ | ۱۳ | ۱۴ | ۱۶ | ۱۵ | ۱۲ | ۱۱ | ۱۱ | ۱۲ | ۱۴ |
| راه‌آهن        | ۱۰ | ۱۵ | ۱۶ | ۱۸ | ۱۸ | ۱۸ | ۱۸ | ۱۷ | ۱۶ | ۱۴ | ۱۲ | ۹  | ۱۰ | ۸  | ۹  | ۸  | ۱۰ | ۱۰ | ۱۱ | ۱۰ | ۱۱ | ۱۱ | ۱۱ | ۱۲ | ۱۲ | ۱۲ | ۱۲ | ۱۲ | ۱۶ | ۱۶ | ۱۶ | ۱۳ | ۱۵ | ۱۵ |
| پاس همدان     | ۵  | ۱۲ | ۵  | ۴  | ۳  | ۴  | ۶  | ۷  | ۴  | ۸  | ۸  | ۱۲ | ۱۲ | ۱۲ | ۱۳ | ۱۲ | ۱۳ | ۱۳ | ۱۳ | ۱۶ | ۱۵ | ۱۶ | ۱۷ | ۱۷ | ۱۸ | ۱۸ | ۱۷ | ۱۵ | ۱۴ | ۱۵ | ۱۲ | ۱۲ | ۱۳ | ۱۶ |
| پیکان         | ۱۳ | ۱۷ | ۱۸ | ۱۶ | ۱۷ | ۱۷ | ۱۵ | ۱۶ | ۱۷ | ۱۸ | ۱۸ | ۱۸ | ۱۸ | ۱۸ | ۱۸ | ۱۷ | ۱۴ | ۱۴ | ۱۷ | ۱۳ | ۱۶ | ۱۷ | ۱۶ | ۱۳ | ۱۵ | ۱۶ | ۱۶ | ۱۷ | ۱۷ | ۱۷ | ۱۷ | ۱۷ | ۱۷ | ۱۷ |
| استیل‌آذین     | ۷  | ۱  | ۲  | ۵  | ۴  | ۷  | ۹  | ۱۳ | ۱۰ | ۱۳ | ۱۶ | ۱۶ | ۱۶ | ۱۶ | ۱۶ | ۱۸ | ۱۸ | ۱۷ | ۱۸ | ۱۸ | ۱۸ | ۱۸ | ۱۸ | ۱۸ | ۱۷ | ۱۷ | ۱۸ | ۱۸ | ۱۸ | ۱۸ | ۱۸ | ۱۸ | ۱۸ | ۱۸ |

آخرین بروزرسانی: 20 May 2011
منبع: Cups.ir (فارسی)

## جدول بازی‌ها
| میزبان ╲ میهمان | است | فول | ملو | مس  | نفت | پاس | پیک | پرس | راه | صبا | سای | صنآ | سپا | شاه | شهر | اسآ | ترا | ذوب |
| استقلال         |     | ۱–۲ | ۲–۰ | ۰–۰ | ۳–۱ | ۳–۲ | ۳–۰ | ۱–۰ | ۱–۰ | ۲–۰ | ۳–۲ | ۶–۲ | ۴–۳ | ۲–۱ | ۰–۰ | ۲–۲ | ۱–۲ | ۱–۲ |
| فولاد           | ۴–۱ |     | ۱–۰ | ۱–۰ | ۲–۱ | ۵–۲ | ۶–۰ | ۱–۱ | ۰–۰ | ۰–۰ | ۲–۱ | ۴–۱ | ۱–۱ | ۱–۰ | ۴–۰ | ۰–۱ | ۱–۱ | ۲–۲ |
| ملوان           | ۰–۱ | ۱–۰ |     | ۲–۱ | ۱–۱ | ۳–۰ | ۲–۰ | ۲–۱ | ۱–۰ | ۲–۰ | ۲–۳ | ۲–۱ | ۰–۰ | ۳–۲ | ۰–۰ | ۰–۱ | ۲–۰ | ۱–۰ |
| مس کرمان        | ۱–۱ | ۱–۰ | ۱–۰ |     | ۰–۰ | ۰–۰ | ۱–۱ | ۱–۰ | ۲–۰ | ۲–۱ | ۱–۰ | ۲–۰ | ۳–۲ | ۳–۰ | ۵–۲ | ۱–۰ | ۱–۱ | ۱–۲ |
| نفت تهران       | ۰–۰ | ۰–۳ | ۰–۰ | ۱–۱ |     | ۴–۱ | ۴–۱ | ۱–۵ | ۱–۰ | ۰–۰ | ۰–۰ | ۵–۱ | ۰–۰ | ۲–۲ | ۳–۱ | ۲–۲ | ۱–۱ | ۱–۲ |
| پاس همدان       | ۰–۲ | ۰–۰ | ۱–۱ | ۱–۰ | ۱–۱ |     | ۱–۰ | ۱–۲ | ۱–۰ | ۱–۰ | ۲–۲ | ۱–۰ | ۰–۱ | ۱–۲ | ۱–۱ | ۱–۱ | ۰–۰ | ۲–۱ |
| پیکان           | ۱–۳ | ۰–۲ | ۱–۱ | ۱–۲ | ۱–۳ | ۳–۱ |     | ۳–۰ | ۱–۰ | ۳–۲ | ۱–۰ | ۱–۰ | ۲–۴ | ۰–۱ | ۱–۰ | ۳–۱ | ۱–۲ | ۰–۰ |
| پرسپولیس        | ۰–۱ | ۳–۱ | ۲–۳ | ۰–۰ | ۳–۱ | ۱–۱ | ۵–۱ |     | ۰–۰ | ۱–۴ | ۲–۱ | ۲–۰ | ۱–۴ | ۲–۱ | ۰–۰ | ۲–۱ | ۱–۰ | ۲–۰ |
| راه‌آهن          | ۰–۱ | ۱–۰ | ۲–۰ | ۲–۲ | ۱–۰ | ۲–۱ | ۰–۰ | ۲–۳ |     | ۰–۲ | ۰–۰ | ۰–۲ | ۱–۱ | ۱–۱ | ۰–۱ | ۳–۰ | ۰–۱ | ۲–۲ |
| صبای قم         | ۱–۱ | ۱–۱ | ۱–۰ | ۱–۱ | ۲–۲ | ۱–۱ | ۲–۱ | ۲–۱ | ۵–۲ |     | ۱–۱ | ۰–۰ | ۱–۱ | ۰–۱ | ۴–۴ | ۱–۰ | ۰–۰ | ۱–۲ |
| سایپا           | ۰–۰ | ۵–۵ | ۱–۱ | ۲–۴ | ۰–۰ | ۲–۱ | ۱–۱ | ۰–۱ | ۰–۱ | ۱–۰ |     | ۱–۰ | ۲–۱ | ۲–۱ | ۰–۱ | ۲–۲ | ۱–۱ | ۰–۲ |
| صنعت نفت        | ۲–۰ | ۲–۲ | ۲–۱ | ۱–۰ | ۱–۰ | ۲–۰ | ۲–۱ | ۰–۱ | ۰–۱ | ۳–۱ | ۱–۰ |     | ۰–۱ | ۱–۰ | ۱–۱ | ۲–۰ | ۱–۳ | ۲–۱ |
| سپاهان          | ۱–۱ | ۳–۲ | ۰–۰ | ۱–۱ | ۲–۰ | ۲–۱ | ۳–۲ | ۰–۰ | ۲–۲ | ۰–۰ | ۴–۱ | ۲–۰ |     | ۱–۰ | ۱–۰ | ۵–۰ | ۱–۰ | ۲–۰ |
| شاهین           | ۰–۰ | ۲–۰ | ۰–۱ | ۱–۱ | ۰–۱ | ۰–۱ | ۲–۱ | ۱–۲ | ۲–۰ | ۰–۰ | ۱–۰ | ۱–۲ | ۰–۰ |     | ۱–۱ | ۱–۱ | ۰–۰ | ۱–۱ |
| شهرداری تبریز   | ۲–۳ | ۰–۲ | ۲–۱ | ۲–۱ | ۱–۰ | ۲–۲ | ۲–۴ | ۱–۱ | ۱–۳ | ۰–۱ | ۲–۲ | ۳–۲ | ۱–۲ | ۲–۲ |     | ۳–۰ | ۱–۱ | ۱–۱ |
| استیل‌آذین       | ۱–۳ | ۲–۱ | ۰–۰ | ۱–۱ | ۱–۱ | ۳–۰ | ۰–۰ | ۰–۲ | ۲–۲ | ۳–۱ | ۱–۵ | ۲–۱ | ۱–۲ | ۰–۲ | ۱–۶ |     | ۰–۱ | ۰–۲ |
| تراکتور         | ۱–۱ | ۱–۱ | ۲–۰ | ۱–۰ | ۳–۱ | ۰–۱ | ۲–۱ | ۱–۰ | ۳–۱ | ۱–۲ | ۲–۲ | ۳–۱ | ۱–۳ | ۲–۱ | ۱–۰ | ۳–۰ |     | ۱–۲ |
| ذوب‌آهن          | ۱–۱ | ۱–۱ | ۳–۰ | ۲–۰ | ۲–۰ | ۱–۰ | ۲–۱ | ۰–۳ | ۰–۰ | ۲–۱ | ۰–۲ | ۶–۰ | ۱–۰ | ۲–۱ | ۲–۱ | ۲–۰ | ۰–۰ |     |

تاریخ بروز رسانی 20 May 2011
منبع: IPL Stats
۱تیمهای میزبان در جدول عمودی و میهمان در جدول افقی.
رنگ ها: آبی = برد در خانه خود; زرد = مساوی; قرمز = باخت در خانه خود.

## وضعیت پیشرفت تیم‌ها
آخرین به روز رسانی جدول ۶ خرداد ۱۳۹۰
منبع: http://www.varzesh3.com/
نحوه قرار گرفتن در جدول:1st امتیاز؛ 2nd تفاضل گل؛ 3rd گل زده.
# = رتبه در جدول؛ بازی = تعداد بازی؛ برد = بازیهای برده؛ مساوی = بازیهای مساوی؛ باخت = بازیهای باخته؛ زده = گل زده؛ خورده = گل خورده؛ تفاضل = تفاضل گل؛ امتیاز = امتیاز گرفته؛
(ق) = قهرمان؛ (س) = سقوط کرده؛ (ص) = صعود به رده بالاتر؛ (پ) = رفتن به پلی آف؛ (۱/۴) = رفتن به ۱/۴

## آمار بازیکنان

### گل زنان
| رتبه         | بازیکن         | باشگاه        | گل‌ها       |
| ------------ | -------------- | ------------- | ---------- |
| ۱            | رضا نوروزی     | فولاد خوزستان | ۲۴         |
| ۲            | ادینیو         | مس کرمان      | ۲۲         |
| ۳            | کریم انصاری‌فرد | سایپا         | ۲۰         |
| ۴            | ابراهیم توره   | سپاهان        | ۱۸         |
| ۵            | مهرداد اولادی  | ملوان         | ۱۴         |
| ۵            | آرش برهانی     | استقلال       | ۱۴         |
| ۵            | سعید دقیقی     | شهرداری تبریز | ۱۴         |
| ۸            | سید محمد حسینی | ذوب آهن       | ۱۳         |
| ۸            | روح‌الله عرب    | نفت آبادان    | ۱۳         |
| ۱۰           | آرش افشین      | فولاد خوزستان | ۱۱         |
| ۱۱           | فرهاد مجیدی    | استقلال       | ۱۰         |
| ۱۱           | ژوزیلی فریرا   | نفت تهران     | ۱۰         |
| ۱۳           | محمد غلامی     | استیل آذین    | ۹          |
| ۱۳           | سیاوش اکبرپور  | استیل آذین    | ۹          |
| ۱۳           | علی علی‌زاده    | تراکتورسازی   | ۹          |
| ۱۳           | محمد نوری      | پیروزی        | ۹          |
| ۱۷           | ۹ بازیکن       | ۹ بازیکن      | ۸          |
| ۲۶           | ۴ بازیکن       | ۴ بازیکن      | ۷          |
| ۳۰           | ۴ بازیکن       | ۴ بازیکن      | ۶          |
| ۳۴           | ۱۹ بازیکن      | ۱۹ بازیکن     | ۵          |
| ۵۳           | ۱۹ بازیکن      | ۱۹ بازیکن     | ۴          |
| ۷۲           | ۱۸ بازیکن      | ۱۸ بازیکن     | ۳          |
| ۹۰           | ۴۱ بازیکن      | ۴۱ بازیکن     | ۲          |
| ۱۳۱          | ۸۳ بازیکن      | ۸۳ بازیکن     | ۱          |
| _            | ۱۱ بازیکن (۱)  | ۱۱ بازیکن (۱) | گل به خودی |
| کل گل‌ها      | کل گل‌ها        | کل گل‌ها       | ۷۴۲        |
| کل بازی‌ها    | کل بازی‌ها      | کل بازی‌ها     | ۳۰۶        |
| میانگین گل‌ها | میانگین گل‌ها   | میانگین گل‌ها  | ۲٫۴۲       |

(۱) سعید سالارزاده از ملوان ۲ گل به خودی زد.

### پاس گل
| رتبه | بازیکن          | باشگاه      | پاس گل‌ها |
| ---- | --------------- | ----------- | -------- |
| ۱    | هادی نوروزی     | پیروزی      | ۷        |
| ۱    | ابراهیم صادقی   | سایپا       | ۷        |
| ۳    | ابوذر رحیمی     | راه آهن     | ۶        |
| ۳    | عباس مرداسی     | نفت آبادان  | ۶        |
| ۳    | امیرحسین فشنگچی | پیروزی      | ۶        |
| ۳    | کرار جاسم       | تراکتورسازی | ۶        |
| ۳    | احسان حاج صفی   | سپاهان      | ۶        |
| ۳    | سعید یوسف زاده  | سایپا       | ۶        |
| ۹    | مهدی رجب زاده   | ذوب آهن     | ۵        |
| ۹    | محمدرضا خلعتبری | ذوب آهن     | ۵        |
| ۹    | غلامرضا رضایی   | پرسپولیس    | ۵        |
| ۹    | محمد نوری       | پیروزی      | ۵        |
| ۹    | فرهاد مجیدی     | استقلال     | ۵        |
| ۹    | ایمان مبعلی     | استقلال     | ۵        |
| ۹    | فلیپ آلوز دسوزا | استقلال     | ۵        |
| ۹    | خسرو حیدری      | سپاهان      | ۵        |
| ۹    | مهرداد پولادی   | مس کرمان    | ۵        |
| ۹    | محمد ابراهیمی   | تراکتورسازی | ۵        |

### کارت
| رتبه         | بازیکن            | باشگاه       | کارت زرد | کارت زرد · کارت قرمز | کارت قرمز | مجموع |
| ------------ | ----------------- | ------------ | -------- | -------------------- | --------- | ----- |
| ۱            | داوود حقی         | صبا قم       | ۱۰       | ۰                    | ۲         | ۱۲    |
| ۱            | میلاد فخرالدینی   | مس کرمان     | ۱۱       | ۱                    | ۰         | ۱۲    |
| ۳            | محمدرضا خلعتبری   | ذوب آهن      | ۱۱       | ۰                    | ۰         | ۱۱    |
| ۴            | عبدالله کرمی      | شاهین بوشهر  | ۷        | ۱                    | ۲         | ۱۰    |
| ۴            | نادر احمدی        | پاس همدان    | ۹        | ۰                    | ۱         | ۱۰    |
| ۴            | مهرداد پولادی     | مس کرمان     | ۹        | ۰                    | ۱         | ۱۰    |
| ۴            | امیرحسین صادقی    | استقلال      | ۱۰       | ۰                    | ۰         | ۱۰    |
| ۸            | علیرضا عباسفرد    | پیکان        | ۷        | ۰                    | ۲         | ۹     |
| ۸            | قاسم دهنوی        | مس کرمان     | ۷        | ۱                    | ۱         | ۹     |
| ۸            | قاسم حدادی‌فر      | ذوب آهن      | ۸        | ۱                    | ۰         | ۹     |
| ۸            | محمدعلی احمدی     | ذوب آهن      | ۸        | ۰                    | ۱         | ۹     |
| ۸            | علیرضا میرشفیعیان | صبای قم      | ۸        | ۱                    | ۰         | ۹     |
| ۸            | مارسیو خوزه       | نفت تهران    | ۹        | ۰                    | ۰         | ۹     |
| ۱۴           | ۹ بازیکن          | ۹ بازیکن     | -        | -                    | -         | ۸     |
| ۲۳           | ۱۸ بازیکن         | ۱۸ بازیکن    | -        | -                    | -         | ۷     |
| ۴۱           | ۱۷ بازیکن         | ۱۷ بازیکن    | -        | -                    | -         | ۶     |
| ۶۸           | ۳۶ بازیکن         | ۳۶ بازیکن    | -        | -                    | -         | ۵     |
| ۱۰۴          | ۴۰ بازیکن         | ۴۰ بازیکن    | -        | -                    | -         | ۴     |
| ۱۴۴          | ۶۲ بازیکن         | ۶۲ بازیکن    | -        | -                    | -         | ۳     |
| ۲۰۶          | ۶۷ بازیکن         | ۶۷ بازیکن    | -        | -                    | -         | ۲     |
| ۲۷۳          | ۹۰ بازیکن         | ۹۰ بازیکن    | -        | -                    | -         | ۱     |
| مجموع کارت‌ها | مجموع کارت‌ها      | مجموع کارت‌ها | ۱۱۵۷     | ۳۵                   | ۴۸        | ۱۲۴۰  |

### بیشترین بازی
| رتبه | بازیکن         | باشگاه        | تعداد بازی |
| ---- | -------------- | ------------- | ---------- |
| ۱    | مرتضی اسدی     | تراکتورسازی   | ۳۴         |
| ۱    | حسین آشنا      | نفت تهران     | ۳۴         |
| ۱    | علی حمودی      | فولاد خوزستان | ۳۴         |
| ۴    | پیروز قربانی   | مس کرمان      | ۳۳         |
| ۴    | شهاب گردان     | ذوب آهن       | ۳۳         |
| ۴    | محمد نصرتی     | تراکتورسازی   | ۳۳         |
| ۷    | پژمان منتظری   | استقلال       | ۳۲         |
| ۷    | پژمان نوری     | ملوان         | ۳۲         |
| ۷    | سید مهدی رحمتی | سپاهان        | ۳۲         |

## داوران
| #  | داوران          | تعداد قضاوت در این فصل |
| -- | --------------- | ---------------------- |
| ۱  | سعید مظفری‌زاده  | ۲۴                     |
| ۲  | هدایت ممبینی    | ۲۱                     |
| ۳  | محسن ترکی       | ۲۱                     |
| ۴  | تورج حق‌وردی     | ۲۰                     |
| ۵  | یداله جهانبازی  | ۲۰                     |
| ۶  | علیرضا فغانی    | ۱۹                     |
| ۷  | محسن قهرمانی    | ۱۹                     |
| ۸  | محمود رفیعی     | ۱۸                     |
| ۹  | احمد صالحی      | ۱۵                     |
| ۱۰ | خداداد افشاریان | ۱۵                     |
| ۱۱ | سعید بخشی‌زاده   | ۱۳                     |
| ۱۲ | غلامرضا جباری   | ۱۲                     |
| ۱۳ | شاهین حاج‌بابایی | ۱۲                     |
| ۱۴ | مسعود مرادی     | ۱۰                     |
| ۱۵ | البرز حاجی‌پور   | ۸                      |
| ۱۶ | محمدحسین اسدی   | ۸                      |
| ۱۷ | محمدرضا اکبریان | ۷                      |

| #  | داوران         | تعداد قضاوت در این فصل |
| -- | -------------- | ---------------------- |
| ۱۸ | بابک وسیله‌بر   | ۶                      |
| ۱۹ | رحیم مهرپیشه   | ۶                      |
| ۲۰ | مهدی سیدعلی    | ۶                      |
| ۲۱ | جمشید دانش‌مهر  | ۵                      |
| ۲۲ | قاسم واحدی     | ۴                      |
| ۲۳ | رسول رهبرفام   | ۳                      |
| ۲۴ | جمشید محمدی    | ۳                      |
| ۲۵ | فرشید افشار    | ۲                      |
| ۲۶ | ایرج ساعدی     | ۲                      |
| ۲۷ | بابک داوری     | ۱                      |
| ۲۸ | حسین زرگر      | ۱                      |
| ۲۹ | رضا کرمانشاهی  | ۱                      |
| ۳۰ | اشکان خورشیدی  | ۱                      |
| ۳۱ | اسماعیل آمری   | ۱                      |
| ۳۲ | منصور نوری     | ۱                      |
| ۳۳ | اسماعیل اکرمی  | ۱                      |
| ۳۴ | منصور نورمحمدی | ۱                      |

## آمار لیگ
- قهرمان: سپاهان اصفهان
- سقوط‌کننده‌ها: پاس همدان و پیکان تهران و استیل آذین تهران
- صعود کنندگان به لیگ قهرمانان آسیا: سپاهان اصفهان و استقلال تهران و ذوب آهن اصفهان و پیروزی تهران
- تعداد بازی‌های انجام شده: ۳۰۶
- گل‌های زده شده: ۷۴۲ (۲٫۴۲ گل در هر بازی)
- آقای گل: رضا نوروزی با ۲۴ گل
- بهترین برد خانگی:

فولاد خوزستان ۶–۰ پیکان
ذوب آهن ۶–۰ نفت آبادان
- بهترین برد خارج از خانه:

استیل آذین ۱–۶ شهرداری تبریز
- پرگل‌ترین بازی:

سایپا ۵–۵ فولاد خوزستان
- بیشترین گل زده: فولاد خوزستان با ۵۸ گل زده
- کمترین گل زده: راه آهن با ۲۹ گل زده
- بیشترین گل خورده: استیل آذین با ۶۳ گل خورده
- کمترین گل خورده: سپاهان و تراکتورسازی با ۲۹ گل خورده
- بیشترین برد: سپاهان و استقلال و ذوب آهن با ۱۸ برد
- کمترین برد: استیل آذین با ۶ برد
- بیشترین مساوی: نفت تهران با ۱۵ مساوی
- کمترین مساوی: نفت آبادان با ۳ مساوی
- بیشترین باخت: پیکان با ۱۹ باخت
- کمترین باخت: سپاهان با ۴ باخت